# Ptilometra
Ptilometra is een geslacht van haarsterren uit de familie Ptilometridae.

## Soorten
- Ptilometra australis (Wilton, 1843)
- Ptilometra macronema (Müller, 1846)